# Париж
Париж (на френски: Paris; IPA: [pa.ˈʁi]) е столицата и най-големият град на Франция. Разположен е в меандър на река Сена, която го разделя на 2 части – десен бряг (Rive droite) на север и по-малкия ляв бряг (Rive gauche) на юг. Реката е известна с многобройните си кейове, които в голямата си част са озеленени и предназначени за разходка, с букинистите – продавачи на книги на открито, и с историческите мостове, свързващи северната и южната част. Париж също така е прочут с големите си булеварди, засадени с кестени, най-прочутият от които е Шан-з-Елизе, както и с редица архитектурни забележителности.
Градът има население от малко над два милиона жители (преброяване през 2015 г. – 2 206 488 жители). Много по-голямата парижка агломерация, с диаметър близо 120 km, има малко над тринадесет милиона жители (преброяване през 2019 г. – 13 114 718 жители) и заема първото място по население в ЕС (държано от Лондон преди излизането на Великобритания от ЕС). Положението му на важен търговски и културен център, както и силното развитие на науката, образованието, развлекателната индустрия, медиите, модата и изкуствата, затвърждават статута му на един от най-важните и значими градове в световен мащаб.
Още от Х век Париж е един от главните градове на Франция: намира се в сърцето на богат земеделски район, с кралски замъци, абатства и катедрала; през XII век с откриването на Сорбоната градът става едно от първите университетски средища, както и център на изкуствата. Постепенно кралската власт се установява трайно в града − неговата политическа и икономическа мощ не спира да расте. В началото на XIV век Париж вече е един от най-важните центрове на западния свят. През XVII век градът е столица на най-мощната европейска държава, през XVIII век е културен център на Европа, а през XIX век става център на изкуството.
Днес Париж и регионът, със своите 533,6 милиарда евро брутен вътрешен продукт (БВП) за 2007 г., произвеждат повече от една четвърт от БВП на Франция. Според оценки от 2005 г., БВП на Париж е най-големият БВП на европейски град и пети в света. В Парижката агломерация се намират 38 от 500-те най-големи компании на света, които са съсредоточени в няколко бизнес квартала, най-голям от които е Дефанс. Париж е седалище на няколко международни организации, като ЮНЕСКО, Организацията за икономическо сътрудничество и развитие, Международната търговска палата с Международния арбитражен съд, както и неформалния Парижки клуб.
В града се намират множество паметници на културата, което отразява водещото му значение в световната история, що се отнася до сферата на културата, икономиката и науката. Годишно градът се посещава от 45 милиона туристи (от които 60% чуждестранни) и символите му са едни от най-лесно разпознаваемите в световната култура.

## География

### Топография
Париж е разположен на река Сена, Северна Франция, регион Ил дьо Франс, в центъра на Парижкия басейн, и е със средна надморска височина 65 m. Към територията на Париж се отнасят и Булонският лес, и разположеният на изток Венсенски лес. Общата площ на града заедно с парковете е 105 km² и около 87 km² без тях. Историческият център е изграден върху два острова – Ил Сен Луи и по-големия Ил дьо ла Сите, който се приема за най-старата част на града. По принцип Париж е сравнително равен, като най-ниската му точка е 35 m над морското равнище. От дясната страна, по протежение на реката, са хълмовете на Монмартър (130 m), Белвил (128,5 m), Мениймонтан (108 m), Бют-Шомон (103 m), Паси (71 m) и Шайо (67 m). От ляво на Сена са хълмовете Монпарнас (66 m), Бют-о-Кай (63 m) и възвишението Сент-Жьонвиев (61 m).
Островът Ил дьо ла Сите до голяма степен е зает от институции (Съдебната палата, катедралата Света Богородица и Префектурата). Той е свързан с по-малкия остров Ил Сен Луи, който е застроен през XVII и XVIII век.

### Климат
Париж е разположен в зоната на умерения океански климат, но Северноатлантическото течение на Атлантическия океан оказва своето влияние и летата са сравнително прохладни (18 °C средна температура), докато зимите са меки (6 °C средна температура). Температурните амплитуди са малки и рядко спадат под 0 °C. Средната годишна температура е 10,9 °C, а средното годишно количество на валежите – 585 mm. Микроклиматът на Париж, обусловен от замърсения въздух, се отличава с по-висока температура (средно с 2 °C) от останалата част на района, с понижена влажност, по-ниска осветеност през деня и по-висока през нощта. Най-високата температура е регистрирана на 28 юли 1948 г., когато термометърът показва 40,4 °C, а най-ниската температура е отбелязана на 10 декември 1879 г. и е била −23,9 °C.
| Климатични данни за периода 1971 – 2000 | Климатични данни за периода 1971 – 2000 | Климатични данни за периода 1971 – 2000 | Климатични данни за периода 1971 – 2000 | Климатични данни за периода 1971 – 2000 | Климатични данни за периода 1971 – 2000 | Климатични данни за периода 1971 – 2000 | Климатични данни за периода 1971 – 2000 | Климатични данни за периода 1971 – 2000 | Климатични данни за периода 1971 – 2000 | Климатични данни за периода 1971 – 2000 | Климатични данни за периода 1971 – 2000 | Климатични данни за периода 1971 – 2000 | Климатични данни за периода 1971 – 2000 |
| Месеци                                  | яну.                                    | фев.                                    | март                                    | апр.                                    | май                                     | юни                                     | юли                                     | авг.                                    | сеп.                                    | окт.                                    | ное.                                    | дек.                                    | Годишно                                 |
| Абсолютни максимални температури (°C)   | 16,1                                    | 21,4                                    | 25,7                                    | 30,2                                    | 34,8                                    | 37,6                                    | 40,4                                    | 39,5                                    | 36,2                                    | 28,4                                    | 21                                      | 17,1                                    | 40,4                                    |
| Средни максимални температури (°C)      | 6,9                                     | 8,2                                     | 11,8                                    | 14,7                                    | 19                                      | 21,8                                    | 24,4                                    | 24,6                                    | 20,6                                    | 15,8                                    | 10,4                                    | 7,8                                     | 15,5                                    |
| Средни температури (°C)                 | 4,7                                     | 5,5                                     | 8,4                                     | 10,8                                    | 14,8                                    | 17,5                                    | 20,0                                    | 20,0                                    | 16,6                                    | 12,5                                    | 7,9                                     | 5,7                                     | 12,0                                    |
| Средни минимални температури (°C)       | 2,5                                     | 2,8                                     | 5,1                                     | 6,8                                     | 10,5                                    | 13,3                                    | 15,5                                    | 15,4                                    | 12,5                                    | 9,2                                     | 5,4                                     | 3,6                                     | 8,6                                     |
| Абсолютни минимални температури (°C)    | −14,6                                   | −14,7                                   | −9,1                                    | −3,5                                    | −0,1                                    | 3,1                                     | 6                                       | 6,3                                     | 1,8                                     | −3,1                                    | −14                                     | −23,9                                   | −23,9                                   |
| Средни месечни валежи (mm)              | 55,0                                    | 45,4                                    | 52,2                                    | 49,5                                    | 62,0                                    | 53,2                                    | 58,3                                    | 46,0                                    | 52,9                                    | 54,9                                    | 57,0                                    | 55,1                                    | 641,6                                   |
| Среден брой на дните с валежи           | 20                                      | 16                                      | 18                                      | 17                                      | 16                                      | 14                                      | 13                                      | 12                                      | 14                                      | 17                                      | 17                                      | 19                                      | 193                                     |
| --------------------------------------- | --------------------------------------- | --------------------------------------- | --------------------------------------- | --------------------------------------- | --------------------------------------- | --------------------------------------- | --------------------------------------- | --------------------------------------- | --------------------------------------- | --------------------------------------- | --------------------------------------- | --------------------------------------- | --------------------------------------- |
|                                         |                                         |                                         |                                         |                                         |                                         |                                         |                                         |                                         |                                         |                                         |                                         |                                         |                                         |

### Екология
Париж е най-гъсто населената столица в Европа. Подобно на всички големи градове в света, Париж е жертва на последиците от замърсяването на околната среда, свързани с мащаба на населението и на икономическата активност. Замърсяването на въздуха и шумът са проблеми за общественото здраве. Относителният дял на зелени площи е силно ограничен, въпреки множеството паркове и градини, които са създадени през последните две десетилетия. В действителност, падат се само 2 m² зелени площи на глава от населението, което прави Париж столицата на държава от Европейския съюз с най-малко зелени площи на човек от населението, или 14,5 m², ако се включат Булонския лес и Венсенския лес. За сравнение, в Амстердам този показател е 36 m², в Лондон – 45 m², в Брюксел – 59 m², а в Рим – 321 m². В северните райони на Париж липсата на зелени площи е най-осезаема.

## Етимология
Наименованието „Париж“ произлиза от името на основателите на града, а именно келтското племе, познато като паризии. Първоначално, по време на римската окупация (I-VI век), градът се е наричал Лутеция (Lutetia Parisiorum, „Лутеция на паризиите“), но по времето на Юлиан Апостат (360 – 363) е преименуван на Париж. Предполага се, че името паризии идва от келтската дума parisio, която означава работещите хора или занаятчии
Париж има много прякори, но най-известният е La Ville-Lumière (Градът на светлините), име, което дължи на славата си на образователен център, а по-късно и като града, въвел първи уличното осветление (през 1667 г.).
В неофициални разговори може да се срещне прякорът „Paname“ („Панам“).

## История

### Древна история
Има сведения, че Ил дьо Франс е населяван от хора отпреди поне 40 000 години. Счита се, че Париж е основан около 250 г. пр.н.е. от келтското племе паризии, които основават рибарско селище на брега на Сена.
Градът попада под владичеството на римляните, водени от Юлий Цезар през 52 г. пр.н.е. след потушаване на въстанието на Верцингеторикс. Завоевателите наричат новия си град Лутеция, което означава „блатиста местност“ или „място, заобиколено с вода“, което много по-късно историците тълкуват като „остров“. Градът процъфтява и нараства значително, докато е под римско владение. През 212 г. получава новото си име „Париж“, кръстен на местното племе паризии. Но на остров Сите не са открити остатъци на келтите, а само на римляните. Останки от цивилизацията на келтите са открити в предградието Нантер и затова напоследък съществуват съмнения у някои археолози, че центърът на Париж и самият град е основан по-късно и в действителност от римляните. В следващите два века градът е непрекъснато нападан от варварски племена, докато Римската империя се разпада и през 451 г. районът около Париж е завладян от Атила. В последния момент Атила се отклонява и не напада града.

### Средновековие и Ренесанс
Римското владичество е прекратено през 508 г., когато Хлодвиг I прави от града столица на франкската династия Меровинги. Нашествията на викингите през 800-те години принуждават парижани да построят укрепление на Ил дьо ла Сите. На 28 март 845 г. Париж е опустошен от викингско нападение, вероятно под водачеството на Рагнар Лодброк, който прибира огромен откуп, за да си тръгне. Слабостта на Каролингите – френска кралска династия, довежда до постепенния възход на парижките графове; Одо, граф на Париж е избран от феодалните владетели за крал на Франция. Шарл III също претендира за трона. Накрая през 987 г. Хуго Капет – граф на Париж, е избран за крал на Франция от големите феодални владетели след смъртта на последния Каролинг.
През XI век градът се разпростира към десния бряг. През XII и XIII век тук се включва царуването на Филип II Август (1180 – 1223), градът значително нараства. Главните пътни артерии са павирани, построен е първият Лувър като крепостно укрепление, няколко църкви, а катедралата Парижката Света богородица (Нотър Дам) е проектирана и започната през 1163 г. Няколко училища на левия бряг са слети в едно – Сорбоната, където едни от първите преподаватели са Албертус Магнус и Тома Аквински. През Средните векове Париж просперира като търговски и интелектуален център.
Около 1328 г. населението на Париж се оценява на 200 000 жители, което го прави най-големият град в Европа. Но през 1348 г., Черната смърт покосява населението убивайки до 800 души на ден, около 40 000 души умират до 1466 г. 100-годишната война (1337 – 1453) нанася огромни щети на Франция. Страната преживява икономически упадък, от който са ѝ нужни десетилетия, за да се съвземе. Хиляди са убити от глад, чума, дизентерия и бандите, които тероризират града. Гражданските войни и местните борби допринасят за разрухата. Жана д'Арк (известна още като Орлеанската дева) (1412 – 1431) е католическа светица, национална героиня на Франция и една от най-известните фигури на Стогодишната война, която се опитва да освободи Франция от англичаните.
Населението на Париж нараства от 1422 до 1500 г. и търпи слаб икономически растеж. В същото време Франция е разтърсена от религиозни противоречия. Вартоломеевата нощ е масово клане на хугеноти във Франция, устроено от католиците в нощта на 24 август 1572 г., деня на св. Вартоломей. Организирано е майката на краля Катерина Медичи и херцозите дьо Гиз. През нощта в Париж са убити около 3000 хугеноти. След Вартоломеевата нощ религиозните войни във Франция се възобновяват. 12 май 1588 г. е известен като Денят на барикадите, защото за първи път парижани строят барикади, за да защитават града. Градът устоява на набезите на Анри IV (Франция) до 1594 г. За да влезе в града, той трябва да приеме за втори път католицизма. Прави това с известната си фраза „Париж заслужава една литургия.“ Убит е на 14 май 1610 г. след покушение, извършено от Франсоа Раваяк.

### Управлението на Бурбоните
Анри IV превръща Париж в своя основна резиденция, предприема значителни мероприятия, като уголемяването на Лувъра, строителството на моста Пон Ньоф, площад де Вож, площад Дофин и други. Кралят е подложен на непрекъснати набези от религиозни фанатици от двете страни (протестанти и католици), има 23 опита за убийство, докато през 1610 г. е убит от католик.
Луи XIII става крал само на осемгодишна възраст, като политическата власт е съсредоточена в ръцете на майка му – Мария Медичи, в ролята на регент. Макар формално властта да преминава в негови ръце, когато е на петнадесет години, зад него стои безскрупулният и влиятелен кардинал Ришельо. По това време са построени няколко дворци, църкви в стил барок и е реконструирана Сорбоната.
Когато умира през 1643 г., той оставя трона на петгодишния си наследник Луи XIV. През 1648 г. цялото кралско семейство е принудено да избяга поради въстания, но се завръща триумфално през 1653 г. Въпреки това „Кралят-слънце“, при царуването си от 1643 до 1715 г., премества кралската резиденция от Париж в близкия Версай, защото ненавижда Париж. Това е период на разцвет за Франция и градът значително увеличава населението си.
По време на Луи XV кралската резиденция е преместена отново в Париж, но след скандали за корупция, които значително дискредитират образа на краля, е преместена обратно във Версай. В края на XVIII век Париж става културната и интелектуална столица на Западния свят. Това е времето на Просвещението, времето на салоните, които са горещо подкрепяни от любовницата на краля Мадам дьо Помпадур.
При царуването на Луи XVI Париж достига нови висоти и става престижен град, като се утвърждава като център на изкуствата и науката. В същото време около Париж в периода 1784 – 1791 г. е построена нова стена, финансите на държавата започват да приключват, данъците се увеличават, настъпва глад, недоволство и започват бунтове.

### Френската революция
Френската революция започва с щурмуването на Бастилията на 14 юли 1789 г. и приключва с преврата през 1799 г. Много от сблъсъците през следващите няколко години са между Париж и околните селски райони и от абсолютна монархия Франция се превръща в република.
На 5 май 1789 г. Луи XVI свиква генералните щати, в които се гласува по съсловия (а по това време Франция е разделена на съсловия – духовенство, аристокрация и обикновените граждани, в множеството си селяни). Третото съсловие разполага с един глас, докато тези от първото и второто с по два. Това състояние на нещата предизвиква недоволство. На тази дата депутатите от третото съсловие (съсловието на народа) се заклеват да не се разпускат, докато не бъде приета нова конституция. Така се стига до създаването на Учредителното събрание. Тези събития слагат началото на революционни действия. На 14 юли 1789 г. тълпа от санкюлоти щурмува Бастилията. На 15 юли е избран първият кмет на града. На 26 август 1789 г. е приета Декларация за правата на човека и гражданина, на чиято основа е съвременната Всеобща декларация за правата на човека.

### Наполеон Бонапарт, Реставрацията и Парижката комуна
Наполеон Бонапарт се издига във военната си кариера по време на Френската революция. През ноември 1799 г. той извършва държавен преврат и става първи консул, като практически съсредоточава властта в свои ръце. Пет години по-късно, през 1804 г. той се самопровъзгласява за император (с помощта на френския Сенат) и установява диктаторски режим, като се опитва да превърне Париж в новия Рим. Наполеон води редица победоносни войни, които разширяват Франция и я превръщат в най-голямата държава на континента. Неудачното му съперничество с Англия и няколко поражения – в Русия, Лайпциг и Ватерло, водят до неговото заточаване и края на империята. От 1840 г. тленните му останки се намират в Дома на инвалидите.
Монархията е реставрирана, но единственото, което Луи XVIII (1814, 1815 – 1824) и Шарл X (1824 – 1830) успяват да направят, е да предизвикат нова революция и утвърждават мнението за Бурбоните, че „забравят всичко старо и не научават нищо ново“. Шарл X абдикира, а през 1831 г. епидемия от холера убива 19 000 души.
На 22 февруари 1848 г. парижани се вдигат на въстание. Луи Филип абдикира и е установена Втората република. Следват нови бунтове и недоволства. В края на 1848 г. се провеждат избори.
Победителят в изборите за всеобща изненада е племенникът на Наполеон, Луи-Наполеон Бонапарт, получавайки 75% от гласовете. Но той не се задоволява с поста президент и подобно на чичо си, на 2 декември 1851 г. извършва преврат, самопровъзгласява се за император като Наполеон III и се установява в двореца Тюйлери.
По време на неговото управление Париж приема съвременния си вид. През 1853 г. Наполеон III назначава Жорж-Йожен Осман (Georges Eugène Haussmann), известен като Барон Осман, за префект на града със задачата да го модернизира. Баронът извършва това с драстични мерки, като събаря една голяма част от Париж и построява големи, широки булеварди. По това време Булонският и Венсенският лес се превръщат в огромни градски паркове. Въпреки че Осман е принуден да си подаде оставката през 1869 г. поради финансови проблеми, неговите идеи са тези, които дават съвременния вид на Париж.
През 1870 г. по време на Френско-пруската война, която завършва с обсадата на Париж, Наполеон III абдикира, което води до провъзгласяването на Третата република. Пруската армия навлиза в града и много от известните му постройки се превръщат във военни бази и складове, включително Лувъра. Условията на мирния договор се разглеждат от много парижани като предателство и на 18 март 1871 г. избухва въстание, което започва от Монмартър. На 26 март същата година е обявена Парижката комуна (La Commune de Paris, мини социалистическа република), която просъществува от 18 март до 28 май 1871 г. (72 дни) под девиза „Свобода, равенство, братство“ (Liberté, égalité, fraternité). Дейците на Парижката комуна унищожават статуята на Наполеон и установяват първата в света форма на диктатура на пролетариата. Разгромът на комуната става с цената на много кръвопролития и 30 000 убити.

### Съвременна история

#### Париж до Първата световна война
Две световни изложения – през 1889 и 1900 г. оставят своя отпечатък върху столицата. Айфеловата кула – най-известната забележителност на Париж, е построена през 1889 г. за първото изложение, в период на просперитет, известен като Бел епок (Хубавото време). Първата линия на метрото, Големият дворец (Гран палѐ), Малкият дворец (Пти палѐ) и мостът Александър III са открити за световното изложение от 1900 г. Започва да се развива автомобилостроенето и самолетостроенето.
Това е периодът, през който Париж се утвърждава като културна столица на света, особено популярен с кварталите Монпарнас и Монмартър. По това време в Париж започват да творят Пабло Пикасо и Анри Матис. Ражда се импресионизмът.
През януари 1910 г., след обилни валежи, водите на Сена се покачват с около седем-осем метра и предизвикват едно от най-големите наводнения на града. Много хора са евакуирани.

#### Париж и двете световни войни
Първата световна война започва на 2 август 1914 г. Париж първоначално приема този факт с ентусиазъм в желанието си да отмъсти за поражението от 1870 г. Само месец след започването на войната градът се напълва с бежанци, а немците настъпват на 25 km от града. Правителството е евакуирано в Бордо. Германските войски са отблъснати и градът е спасен. В следващите няколко години Париж е бомбардиран няколко пъти и преживява тежка грипна епидемия през 1916 г.
Периодът между двете световни войни донася социална и икономическа криза. Започват многобройни финансови скандали и корупция в политическите среди. По това време в столицата пристигат редица имигранти, някои от които стават световноизвестни, като например Жозефин Бакер. Създадени са крайно леви и крайно десни партии. На 5 февруари 1934 г. фашистите се опитват да завземат властта с преврат, при което са убити петнадесет души и ранени 1500. Това обединява левицата – комунистически и социалистически движения се сдружават и създават Народния фронт, който завзема властта през 1936 г., но се разпада след около година. На 3 септември 1939 г. Франция обявява война на Германия.
След битката за Франция Париж е обявен за отворен град. Хитлер започва окупацията на Франция на 10 май 1940 г. и само след месец вече е в столицата. Париж пада практически без съпротива на 14 юни 1940 г. Една голяма част от населението на града, около 1,6 милиона, го напуска. Правителството сключва споразумение с немците и се оттегля във Виши, като оставя града и огромна част от Франция окупирана от немските войски. Париж престава да бъде столица до освобождението. Френският трикольор, както и националният химн, Марсилезата, са забранени. На 23 декември 1940 г. е разстрелян първият представител на Съпротивата, инженер Жак Бонсержан.
Преследването на евреите започва 48 часа след окупирането на града. Депортирането им започва през 1941 г., но през юли 1942 г. са предприети масови арести на евреи и 12 884 са откарани в концентрационни лагери.
След 19 август 1944 г., с наближаването на Съюзническите войски и завземането на Нормандия, се възражда съпротивителното движение и започва въоръжено въстание. На 25 август Втора френска бронирана дивизия, командвана от генерал Филип дьо Отклок, известен още като Льоклер, и Четвърта пехотна американска дивизия навлизат тържествено в града. Германският генерал Дитрих фон Холтиц капитулира без военни действия, престъпвайки заповедта на Хитлер да разруши града. По този начин мостовете, музеите и други исторически сгради са съхранени с много малко повреди. Генерал дьо Гол и Льоклер влизат като победители, посрещнати от хиляди парижани по улиците и установяват временно правителство, което просъществува до 1946 г.

#### Втората половина на XX век и началото на XXI век
След установяване отново на гражданско управление и обявяването на Четвъртата република през 1946 г. Париж се възстановява завидно бързо, най-вече поради минималните физически повреди, претърпени по време на войната. 1960-те години обаче се оказват доста бурни, предимно заради войните в Индокитай и Алжир. На 17 август 1961 г. полицията се разправя жестоко с демонстранти, като убива около 300 от тях. Учудващо, този факт остава незабелязан и пренебрегван до 90-те. През май 1968 г. започват бунтове, водени основно от студенти. Това води до насилие над демонстрантите от страна на полицията, но също така и до оставката на генерал дьо Гол и установяване на социално либерална политика. Водачите на тези бунтове по-късно играят съществена роля в местната и националната политика.
След дьо Гол президент става Жорж Помпиду и се заема със строителни мероприятия. Построен е центърът Помпиду, както и паркът Ла Вийет с Градчето на науката и индустрията. Това е епохата, когато в Париж се страхуват, че той може да бъде завладян от модата на небостъргачите.
През 1981 г. за президент е избран Франсоа Митеран, което довежда до нови промени в политиката и градоустройството. Понякога неговите социалистически идеи се сблъскват с тези на кмета на града Жак Ширак. По това време е построена стъклената пирамида пред Лувъра, както и новият футуристичен квартал Дефанс (La Defense). Националната библиотека и операта „Бастилия“ не се ползват с такава голяма популярност. През 1991 г. бреговете на Сена стават част от световно културно наследство на ЮНЕСКО.
Ширак е избран за президент през май 1995 г. и почти моментално след това се появяват скандалите за корупция. През 2001 г. градът избира за първи път от 1871 г. насам кмет от левицата – Бертран Деланое. Принос на неговата политика са създадените стотици километри велосипедни алеи, подобряването на градския транспорт, културните мероприятия като Белите нощи и августовия Пари-плаж на кейовете на Сена. Деланое е преизбран през 2008 г. На местните избори през 2014 г. за кметица е избрана Ан Идалго, също от Социалистическата партия, дотогава първа заместничка на Деланое. През 2015 година ислямисти извършват няколко едновременни терористични нападения в града с общо 128 жертви. През 2019 година покривът на катедралата „Света Богородица“ е тежко засегнат от пожар.

## Икономика
Париж е най-важният икономически център на Франция, произвеждащ 10% от БВП. Почти една четвърт от всички производствени предприятия в страната имат свои офиси и централи в мегаполиса. Градът е дом на 349 000 предприятия с 1,64 милиона работни места, което по отношение на всички трудоспособни парижани е 1,5 работни места на човек. Въпреки това броят на безработните парижани е 8,7%, което обаче е по-ниско от средното за страната (9,3%) в края на 2010 г.
По-голямата част (85%) от работните места са в сектора на услугите. Въпреки факта, че индустрията се измества активно извън града, тя продължава да осигурява около сто хиляди работни места. Приблизително толкова са работните места в малките предприятия, заети в сферата на услугите (35%), производството (30%), строителството (20%) и храните (15%).
Развит е туристическият бизнес, в който са заети 160 000 души, делът му се равнява на 13% от парижката икономика. През 2011 г. френската столица е посетена от 28,2 милиона туристи, което е 12 пъти повече от населението на града. Половината от туристите са французи. 12 милиона души годишно идват във френската столица в командировка. През 2007 г. китайските туристи са похарчили 79 милиона евро в tax free магазините в Париж, японските туристи 87 милиона евро, руснаците 72 милиона евро и американците 71 милиона евро.
Повечето френски банки, застрахователни компании и други финансови предприятия се намират в Париж. Основните френски телекомуникационни компании също са разположени основно в Париж: Vivendi, Groupe Lagardère, Groupe TF1. Според Fortune Global 500, 19 от най-големите компании в света имат седалище тук през 2012 г. (повече отколкото във всеки друг град в Европа), включително застрахователната група AXA, хранителните концерни Danone, както и банковите групи BNP Paribas и Société Générale.
Днес градът, заедно с бизнес центъра Дефанс, открит през 50-те и 60-те години в предградията, е един от най-важните търговски центрове в Европа. Благодарение на концентрацията на френски и международни фирми в града, Париж осигурява около една трета от БВП на страната. В рейтинга на привлекателността за инвеститорите според медии той държи палмата сред градовете на континентална Европа и четвъртото място в световния списък.

### Медии
Париж заема трето място в света след Ню Йорк и Лондон сред градовете, формиращи глобалното информационно пространство. Тук се намират централните офиси на френската телевизионна компания France Télévisions, националните вестници Le Figaro, Le Monde и Libération, а също на международната информационна агенция „Франс Прес“, медийната група Lagardère и сателитния оператор Eutelsat.
Регионалният вестник Le Parisien излиза ежедневно. Към безплатните ежедневници се отнасят също 20 minutes, Direct Matin и Metronews. Културният живот на града се освещава от седмичните издания Pariscope и L’Officiel des spectacles.
Местната телевизия е представена от регионалните програми на националния канал France 3 Régions, а също от регионалната мрежа Télif.

## Култура
Париж е първостепенен център на културата в световен мащаб. В Париж се намират над 150 музея, като Лувъра, както и забележителни места и сгради, като Шанз-Елизе и Айфеловата кула. Градът е и един от най-важните конгресни центрове, модата, лукса, гастрономията и на любовните пътешествия. Парижките сцени предлагат голямо разнообразие от спектакли (театрални и оперни), а киносалоните − избор на филми от цял свят.
Нощният живот има много центрове: Шанз-Елизе, Площада на Бастилията, Пигал, улица Муфтар, улица Оберкамф, известна с многобройните си барове, квартал Маре, Бют-о-Кай, Площада на Републиката, Латинския квартал, Халите, Монпарнас и др.

### Музеи
В Париж се намират не по-малко от сто музея, а в региона Ил-дьо-Франс още сто и десет, съставляващи голяма и разнообразна музейна мрежа.
Многовековна столица с богато историческо наследство, Париж привлича многобройни посетители. Най-старият, най-голям и богат музей е Лувърът. Със своите 8,3 милиона туристи годишно това е най-посещаваният музей на изкуството в световен мащаб. Други известни музеи са Националният музей за съвременно изкуство (в центъра „Жорж Помпиду“), Музеят Орсе, посветен изключително на импресионизма. В близост до Париж се намира Версайският дворец, стар кралски замък, построен от Луи XIII и Луи XIV и резиденция на френските крале от XVII до XVIII век. Замъкът и паркът на двореца са част от Списъка на световното културно наследство на ЮНЕСКО.
Сред известните музеи е и Пантеонът, бивша църква, където се намират тленните останки на големи държавни мъже и дейци на науката и изкуството, като Виктор Юго, Волтер, Жан Мулен, Жан Жорес, Мария Кюри и други.

### Библиотеки
В Париж се намират голям брой библиотеки. Библиотеката Мазарини, изначално лична библиотека на кардинал Мазарини, е най-старата обществена библиотека във Франция (отворена през 1643 г.).
Националната библиотека на Франция се намира в Париж. По-голямата част е в 13-и арондисман, в комплекса „Франсоа Митеран“, а по-малката стара част се намира в сградата „Ришельо“ във 2-ри арондисман. Националната библиотека е една от най-големите библиотеки на света, като колекцията ѝ се оценява на 30 милиона тома. В тази институция се събират задължителните екземпляри на изданията във Франция от управлението на Франсоа I.
Кметството поддържа 55 общински библиотеки и десетина специализирани библиотеки. Най-известна от тях е Историческата библиотека на Париж, основана през 1871 г., в която се съхраняват над един милион книги, брошури, фотографии, карти и други документи, свързани с историята на града. Друга известна библиотека е кинематографичната библиотека „Франсоа Трюфо“. За разлика от Националната библиотека или библиотеката Мазарини, достъпът до общинските библиотеки е безплатен.
Множество университетски библиотеки са отворени за широката публика.

## Образование

### Основно и средно образование
През учебната 2005 – 2006 г. в държавните учебни заведения в Париж са записани 263 812 ученици, от които 135 570 в основно училище и 128 242 в средното, а 138 527 са в частни училища. 214 начални училища и 32 основни са в „приоритетни образователни зони“ (и в които учат предимно деца от бедни семейства).
През 2007 г. броят на образователните учреждения е 881, от които 323 детски градини, 334 начални училища, шест специални училища (в болници), 110 основни училища, 72 реални и технически гимназии и лицеи, 34 професионални гимназии и две експериментални гимназии. Към тях се добавят 256 частни учреждения: 110 детски градини и начални училища, едно специализирано училище, 67 основни училища, 73 реални и технически гимназии и лицеи и пет професионални гимназии.
Най-известните лицеи са Лицеят Луи Велики и Лицеят Анри IV.

### Висше образование
Към 2007 г. около 585 000 студенти учат в Париж и региона, което е над една четвърт от всички студенти във Франция.
През последните десетилетия има тенденция към децентрализация: Националното училище по администрация е преместено в Страсбург през 1990-те, а Екол нормал на Севър е преместено в Лион. Въпреки това голямата част от престижните френски университети се намират в Париж.

#### История
Париж е университетско средище още от XII век, когато са основани факултети по теология и философия. Смята се, че Парижкият университет е основан през 1200 г., когато Филип II Август издава специална грамота, даваща специален статут на сдружението на преподаватели и ученици, като им предоставя автономия от кралското правосъдие и полиция, оставяйки ги подчинени само на църковните канони. Колежите и резиденциите на преподавателите и учениците, където протичат лекциите, са организирани във факултети. Колежът Сорбона е основан през 1257 г. Сградите на Университета са разположени главно на възвишението Сен Жоневиев, на левия бряг. Този квартал, известен като Латински квартал, и до днес е важен университетски център.
През XVIII век са основани няколко специализирани висши училища. Те са в основата на днешните „Големи училища“ (Grandes Écoles). Екол Нормал и Екол Политекник са основани по време на Френската революция. През XIX век Парижкият университет е структуриран в шест факултета: по право, медицина, фармация, литература, теология и науки. През XX век се наблюдава силно нарастване на броя на студентите.
Сорбоната е в епицентъра на студентските протести от май 1968 г., след което Парижкият университет е разделен на тринадесет университета, от Париж I до Париж XIII, всеки от които е относително специализиран в дадена област.

#### Съвременно състояние
От тринадесетте университета само Париж I до VII, както и Университет Париж-IX: Пари-Дофин (Дофин), са разположени в самия град, а останалите в Парижкия регион. Латинският квартал запазва мястото си на важен университетски център, в който се намират историческата сграда на Сорбоната (Университетът Пари-Сорбон), кампуса Жусьо (Университета Париж VI-Пиер и Мария Кюри), Асас (Университета Париж II), Института по политически науки (Sciences Po), Екол нормал, Колеж дьо Франс и др. От 2007 г. е отворен и новопостроеният кампус „Големите мелници“ на Университета Париж-Дидро, в близост до Националната библиотека „Франсоа Митеран“.
След 1960 г. в парижките предградия са основани или преместени няколко университета, първият от които е този в Нантер, основан през 1964 г. Няколко „големи училища“ напускат Париж, за да се разположат в по-широки кампуси, най-голям от които е този на Платото Сакле. На това плато се намират Университета Париж-Юг (основан през 1971 г.), ХЕК Париж (основан през 1881 г.) и Екол политекник (преместен през 1976 г.), държавни и частни научни институти. През 1991 г. са основани три други университета в предградията: Сержи-Понтоаз, Еври, Университет Вал-де-Марн и Версай−Сен-Кантен-ан-Ивлин.
Други седем висши учебни заведения (четири по изкуства и три инженерни училища) са на пряко подчинение на Парижкото кметство.

## Население
Според данни на Националния институт за статистически и икономически изследвания (Insee) от 2015 г. град Париж има население от 2 206 488 души и е петият по големина град в ЕС с гъстота на населението от 20 696 жители на km², която представлява една от най-високите в Европа. По това време агломерацията около Париж има общо население от 12 532 901 души.

### Исторически данни
Около 1800 г. Париж наброява 500 000 жители. В продължение на целия XIX век неговото население се увеличава с бързи темпове благодарение предимно на притока на хора от всички краища на Франция, предимно от селата. През 1840-те населението достига и надминава един милион. Демографският растеж продължава до XX век. При преброяването от 1891 г. се констатира, че в някои райони населението се е увеличило, докато в други слабо е намаляло. В навечерието на Първата световна война населението на Париж наброява 2 900 000 души. През следващите десетилетия, поради двете войни, увеличената смъртност и намалената раждаемост, населението на града намалява като цяло, но демографията му се променя и от центъра хората се местят към периферията му.
След Втората световна война населението на града намалява до 2 725 374 души (според преброяването от 1946 г.). През 1954 г. достига 2 850 189 жители благодарение на икономическия растеж в цяла Франция. Въпреки това към края на 1950-те се получава отново пренаселване, което води до миграция на населението от центъра към периферията. Тази тенденция продължава през 1960-те и 1970-те години. Населението от 2 790 091 души през 1962 г. намалява до 2 299 830 през 1975 г. Има предположение, че около 1980 г. броят на населението пада под два милиона, но тези данни не са проверени. Според преброяването от 2006 година, за първи път от няколко десетилетия насам, се забелязва отново увеличение на населението в центъра на града.
След като излязат в пенсия, повечето парижани се преместват да живеят в предградията на Париж или на юг, което прави града сравнително „млад“. Един голям процент от жителите му са неженени – средното домакинство се състои от 1,75 души. Много семейства имат само по едно дете. През 2004 г. естественият прираст на населението е +8,1, а общият +2,1

### Имиграция
През Средновековието Париж е най-големият град на Западния свят. Оттогава до наши дни той привлича имигранти от цял свят. Още през XIV век в Латинския квартал пристигат шведски и нидерландски студенти, през XVII век градът приютява английски, шотландски и ирландски бежанци, през XIX век – полски бежанци и белгийски, испански, италиански и португалски работници, а през XX век – евреи и африкански заселници от бившите колонии. Днес Париж е многонационален град с различни култури.
| 250 | 1328      | 1422      | 1500      | 1565      | 1590      | 1600      | 1637      | 1680      | 1766      | 1789      |
| --- | --------- | --------- | --------- | --------- | --------- | --------- | --------- | --------- | --------- | --------- |
| 6000                                                                                                   | 200 000   | 100 000   | 150 000   | 294 000   | 200 000   | 300 000   | 415 000   | 500 000   | 576 639   | 650 000   |
| 1801                                                                                                   | 1811      | 1817      | 1831      | 1836      | 1841      | 1846      | 1851      | 1856      | 1861      | 1866      |
| 546 000                                                                                                | 622 636   | 713 966   | 785 862   | 899 313   | 936 261   | 1 053 897 | 1 053 262 | 1 174 346 | 1 696 141 | 1 825 274 |
| 1872                                                                                                   | 1876      | 1881      | 1886      | 1891      | 1896      | 1901      | 1906      | 1911      | 1921      | 1926      |
| 1 851 792                                                                                              | 1 988 806 | 2 269 023 | 2 344 550 | 2 447 957 | 2 536 834 | 2 714 068 | 2 763 393 | 2 888 110 | 2 906 472 | 2 871 429 |
| 1931                                                                                                   | 1936      | 1946      | 1954      | 1962      | 1968      | 1975      | 1982      | 1990      | 1999      | 2006      |
| 2 891 020                                                                                              | 2 829 753 | 2 725 374 | 2 850 189 | 2 790 091 | 2 590 771 | 2 299 830 | 2 176 243 | 2 152 423 | 2 125 246 | 2 181 371 |
| Приближена оценка на данните преди 1801 г.; данни за преброяване на населението съществуват от 1801 г. |           |           |           |           |           |           |           |           |           |           |

## Транспорт
Транспортът в Париж се е развивал в продължение на четири столетия и днес са представени всички видове транспорт.

### Въздушен транспорт
Първото летище на Париж е свързано с първите опити за летене от 1908 г. Въздушният транспорт придобива изключително важно значение по време на Първата световна война, което води и до първото постоянно летище през 1915 г. То съществува и до днес – Бурже, разположено на север от града. Следват Орли и най-новото, най-голямото и модерно летище – Шарл дьо Гол. Това са трите големи летища на Париж. През 2005 г. през тях са преминали общо 78 милиона пътници и 1,86 милиона товари, а през 2006 г. – 82,5 милиона пътници и 2,24 милиона товари.
- Международното летище Шарл дьо Гол на север, в Роаси, и летището Орли, южно от града. Шарл дьо Гол е второто по големина пътническо (след Хийтроу) и четвъртото по големина товарно летище в Европейския съюз с преминали през него 53,4 милиона пътници и 1,22 милиона тона товари през 2005 г.
- Международното летище Орли е на десето място в Европейския съюз по преминали пътници (24,9 милиона) и се намира на юг от града.[62] Построено е през 1932 г.
- Бурже е най-старото летище и е в непосредствена близост до центъра на града, днес се използва предимно от частни самолети и неголеми авиокомпании.

Други две второстепенни летища с много по-малко пътници и сравнително отдалечени са Бове Тийе и Пари Ватри.

### Метро и влакове
Мрежата на парижкото метро е много добре развита. То представлява градски подземен обществен железопътен транспорт, разположен в Париж, и е една от най-големите обществени транспортни системи в света. Метрото е открито на 19 юли 1900 г. и разполага с шестнадесет линии и 308 метростанции, дължината му е 226 km. Градската мрежа е разширена с допълнителна независима мрежа, състояща се от железопътен транспорт, обслужващ предградията на френската столица, известна като RER, националните влакови линии и TGV (влакът-стрела), Thalys и Eurostar.
Париж има шест големи железопътни гари и през 2004 г. влаковете са превозили общо 50 милиона пътници.

### Автомобилна пътна мрежа
Париж има автомобилни пътища с обща дължина около 800 km. Той е главен възел на пътната мрежа на страната и е обграден от околовръстна магистрала, наречена Периферик (Periphérique). Пресечните точки на Периферика се наричат „Порти“, защото отговарят на портите в някогашната крепостна стена. Повечето от портите имат станции на метрото и големи паркинги, където посетителите са съветвани да оставят колите си. Движението в Париж е бавно и сравнително безопасно и местата за паркиране са много малко.
През 2007 г. в Париж в движение са 15 500 таксита, организирани в 28 големи станции в близост до туристически обекти и главни пътни артерии, хотели, болници и други.

### Велосипеди
Велосипедът е много популярно средство за придвижване в Париж предвид задръстванията и сравнително ниската скорост. От края на 1990-те велосипедните пътища се увеличават непрекъснато. През 2006 г. в града съществуват около 371 km велосипедни пътища, както и увеличен автобусен транспорт.
По примера на Рен и Лион кметството на Париж лансира на 15 юли 2007 г. програма, която позволява използване на велосипеди на множество станции. 10 648 велосипеда са разположени в 750 станции, а се предвижда броят им да се увеличи на 20 600 велосипеда 1451 станции. Тази инициатива има за цел да намали ползването на автомобили в отделни части на града, което да спомогне и за по-доброто качество на въздуха.

### Воден транспорт
Париж е първото по важност речно пристанище на Франция. През 2005 г. по река Сена са прекарани 21 милиона тона товари. Транспортът се извършва както по самата река, така и по някои от каналите. Основните материали, които се пренасят, са строителни – пясък, чакъл, следвани от земеделските продукти.

## Администрация
Град Париж представлява департамент на Франция (Париж, 75), част от региона Ил дьо Франс. Разделен е на двадесет арондисмана (на френски: arrondissements). Номерът на арондисмана представлява последните цифри в пощенския код на Париж. Тези райони са номерирани спираловидно по посока на часовниковата стрелка, като първият е в центъра на града. Всеки номериран район е разделен на четири квартала (на френски: quartiers). По този начин в Париж има 80 административни квартала (на френски: quartiers administratifs), като всяко от тях разполага със свое отделение на полицията.
В границите на Париж се намират и две гори: Булонският лес, на запад, и Венсенският лес, на изток.
Преди 1964 г. департамент 75 е бил „Сена“ и е съдържал града и заобикалящите го предградия. Промяната в границите довежда до създаването на 3 нови департамента, образуващи пръстен около Париж, често наричан „Малката корона“ (la petite couronne): О-дьо-Сен (на френски: Hauts-de-Seine), Сен-Сен-Дени (на френски: Seine-Saint-Denis) и Вал-дьо-Марн (на френски: Val-de-Marne).
Като изключение от обичайното управление на френските градове някои правомощия, обикновено възлагани на кмета на града, са възложени на представител на националното правителство – полицейски префект. В Париж например няма общински полицейски сили, макар че има катаджии по улиците. Това е наследство от положението до 1977 г., когато Париж не е имал кмет и е бил управляван предимно от администрацията на префекта.
Жителите на Париж избират във всеки арондисман няколко общински съветника. Всеки арондисман има свой съвет, който избира кмета на арондисмана. Няколко членове на съветите към арондисманите сформират Съвета на Париж, който избира кмета на Париж, и изпълняват двойната функция на общински съвет и генерален съвет на департамента.
Бертран Деланое е кмет на Париж от 18 март 2001 г. до 2014 г. От 2014 г. насам градът се управлява от Ан Идалго. И двамата са представители на Социалистическата партия.
Бившите кметове Жак Ширак и Жан Тибери (и двамата от десницата) са с присъди за корупция.

### 20-те арондисмана на Париж
| Район | Име              | Име в оригинал      | Площ (ha) | Население | Население | Население | Население | Плътност (д/km²) | Плътност (д/km²) | Плътност (д/km²) | Плътност (д/km²) |
| Район | Име              | Име в оригинал      | Площ (ha) | 1872      | 1954      | 1999      | 2005      | 1872             | 1954             | 1999             | 2005             |
| ----- | ---------------- | ------------------- | --------- | --------- | --------- | --------- | --------- | ---------------- | ---------------- | ---------------- | ---------------- |
| 1     | Лувър            | Louvre              | 183       | 74 286    | 38 926    | 16 888    | (a)       | 40 593           | 21 271           | 9228             | (a)              |
| 2     | Борса            | Bourse              | 99        | 73 578    | 43 857    | 19 585    | (a)       | 74 321           | 44 300           | 19 783           | (a)              |
| 3     | Тампъл           | Temple              | 117       | 89 687    | 65 312    | 34 248    | (a)       | 76 656           | 55 822           | 29 272           | (a)              |
| 4     | Община           | Hôtel-de-Ville      | 160       | 95 003    | 66 621    | 30 675    | (a)       | 59 377           | 41 638           | 19 172           | (a)              |
| 5     | Пантеон          | Panthéon            | 254       | 96 689    | 106 443   | 58 849    | 59 300    | 38 067           | 41 907           | 23 169           | 23 347           |
| 6     | Люксембург       | Luxembourg          | 215       | 90 288    | 88 200    | 44 919    | 45 800    | 41 994           | 41 023           | 20 893           | 21 303           |
| 7     | Бурбонски дворец | Palais-Bourbon      | 409       | 78 553    | 104 412   | 56 985    | 55 700    | 19 206           | 25 529           | 13 933           | 13 619           |
| 8     | Елизе            | Élysée              | 388       | 75 796    | 80 827    | 39 314    | 39 200    | 19 535           | 20 832           | 10 132           | 10 103           |
| 9     | Опера            | Opéra               | 218       | 103 767   | 102 287   | 55 838    | 58 800    | 47 600           | 46 921           | 25 614           | 26 973           |
| 10    | Анкло-Сен-Лоран  | Enclos-St-Laurent   | 289       | 135 392   | 129 179   | 89 612    | 89 600    | 46 848           | 44 699           | 31 008           | 31 004           |
| 11    | Попенкур         | Popincourt          | 367       | 167 393   | 200 440   | 149 102   | 150 500   | 45 611           | 54 616           | 40 627           | 41 008           |
| 12    | Рьойи            | Reuilly             | 637       | 87 678    | 158 437   | 136 591   | 139 100   | 13 764           | 24 872           | 21 443           | 21 837           |
| 13    | Гоблен           | Gobelins            | 715       | 69 431    | 165 620   | 171 533   | 177 900   | 9711             | 23 164           | 23 991           | 24 882           |
| 14    | Обсерватория     | Observatoire        | 564       | 69 611    | 181 414   | 132 844   | 134 200   | 12 342           | 32 166           | 23 554           | 23 794           |
| 15    | Вожирар          | Vaugirard           | 848       | 75 449    | 250 124   | 225 362   | 231 500   | 8897             | 29 496           | 26 576           | 27 300           |
| 16    | Паси             | Passy               | 791       | 43 332    | 214 042   | 161 773   | 146 900   | 5478             | 27 060           | 20 452           | 18 572           |
| 17    | Батиньол-Монсо   | Batignolles-Monceau | 567       | 101 804   | 231 987   | 160 860   | 160 300   | 17 955           | 40 915           | 28 370           | 28 271           |
| 18    | Бют-Монмартър    | Butte-Montmartre    | 601       | 138 109   | 266 825   | 184 586   | 188 500   | 22 980           | 44 397           | 30 713           | 31 364           |
| 19    | Бют-Шомон        | Buttes-Chaumont     | 679       | 93 174    | 155 028   | 172 730   | 185 400   | 13 722           | 22 832           | 25 439           | 27 305           |
| 20    | Менилмонтан      | Ménilmontant        | 598       | 92 772    | 200 208   | 182 952   | 188 600   | 15 514           | 33 480           | 30 594           | 31 538           |
| 16*   | Булонски лес     | Bois de Boulogne    | 846       |           |           |           |           |                  |                  |                  |                  |
| 12*   | Венсенски лес    | Bois de Vincennes   | 995       |           |           |           |           |                  |                  |                  |                  |
| Общо  |                  |                     | 10 540    | 1 851 792 | 2 850 189 | 2 125 246 | 2 144 700 | 17 569           | 27 042           | 20 164           | 20 330           |

(а) обща статистика за 1 – 4 райони: население 102 300; плътност на населението 18,301 д/km²
- Булонският лес се причислява към 16-и арондисман, а Венсенския лес е към 12-и арондисман.

## Архитектура и забележителности на Париж

### Паметници и постройки
- Айфеловата кула.
- Парижката Света богородица (или Катедралата Нотър Дам) на Ил дьо ла Сите.
- Триумфалната арка – паметник в центъра на Плас дьо Летуал, построен в чест на победите на Франция и на загиналите във войните.
- Домът на инвалидите – музей и гробница на много френски войници, включително на Наполеон Бонапарт.
- Пале Гарние – Парижката опера, смятана от Хитлер за най-красивата сграда в света.
- Консиержри – първата царска крепост в града, впоследствие затвор, в който лежали голяма част от членове на Ancien Regime преди смъртта си.
- Парижкият пантеон – гробница на най-големите герои на Франция.
- Сорбоната – Парижки университет, основан през Средновековието.
- Статуи на свободата: до Айфеловата кула, в Музея д'Орсе (от Люксембургската градина), в Музея на изкуствата, на баржа в р. Сена).
- Самаритен – универсален магазин, построен в началото на XX век.
- Сент-Шапел – малка готическа църква от XIII век.
- Света Мария Магдалена или Сент Мари-Мадлен – църква в Париж
- Площад де Вож – първият парижки площад, построен от Анри IV.
- Ру дьо Пари – временно виенско колело, монтирано в периода от 1999 до 2003 г.
- Площад Карусел

- Триумфалната арка на Шан-з-Елизе
- Църквата Сент-Шапел
- Статуята на свободата до Айфеловата кула
- Статуя на свободата в Люксембургската градина (до 2012 г.)
- Домът на инвалидите, гледан от Айфеловата кула
- Пале Гарние
- Консиержри
- Пантеонът
- Църквата Св. Мария Магдалена (Мадлената)
- Триумфалната арка на площад „Карусел“
- Площад „де Вож“
- Магазин „Самаритен“

### Музеи
- Лувър – огромен музей, където се съхраняват произведения на изкуството, сред които Мона Лиза (Джокондата) и статуята на Венера Милоска.
- Музей д'Орсе – музей, разположен в преустроената гара Орсе от XIX век, съдържащ предимно произведения на импресионисти.
- Център Жорж Помпиду, известен и като Бобур – музей на модерното изкуство и културен център с голяма обществена библиотека. Прочут с външния си скелет от сервизни тръби.
- Музей Роден – голяма колекция от произведения на най-известния френски скулптор – Огюст Роден.
- Музей Монпарнас – музей в бившето жилище на художничката Мари Василиеф на Авеню дю Мен 21, показва детайлно историята на прочутото общество на художниците от Монпарнас.
- Музей Клюни, бивше църковно абатство, сега Национален музей на Средновековието, съдържащ голяма колекция произведения на изкуството и продукти на човешката дейност от Средновековието, между които цикъла гоблени Дамата и Еднорогът.

- Музей д'Орсе
- Римокатолическата базилика Сакре кьор (Свято сърце)

### Улици и други места в Париж
- Монмартър – исторически хълм в Париж, където е разположена Базиликата Сакре Кьор, прочут също с кафенета и ателиета на много велики художници.
- Шанз-Елизе – прочут широк булевард, често задръстен от туристи.
- Улица Риволи – елегантни бутици за туристи.
- Площад Конкорд – в началото на Шанз-Елизе, по-рано Площад „Революция“, място на злокобната гилотина и на обелиска.
- Площадът на Бастилията – тук се е намирала Бастилията преди Революцията, а днес е новата опера.
- Монпарнас – историческо място на Левия бряг, прочуто с мюзикхолове, ателиета и кафенета на художници. В него се намира и гробището Монпарнас, в което са погребани много известни личности.
- Гробището Пер Лашез – популярно туристическо място, където се намират гробовете на редица велики френски мъже и жени, както и на известни чужденци, живели във Франция.
- Парижките катакомби
- Халите – търговски център, важен транспортен възел на парижкото метро.
- Льо Маре – старинен (сега моден) квартал на левия бряг, заселен с много гей-хора и евреи.
- Люксембургска градина – най-големият парк на Париж, съчетание от различни видове и стилове градини, създадена през 1612 г. по време на царуването на Медичи, любимо място на студенти и туристи от цял свят. Жо Дасен има песен с едноименното заглавие.
- Градина Тюйлери – най-старият парк на Париж, от 1564 г., намира се между Лувъра, улица Риволи, площад Конкорд и реката Сена.

### Нощен живот
- Лидо – кабаре на Шанз-Елизе, прочуто с екзотичните си представления и с това, че в него по време на войнишки отпуск Елвис Пресли изнася импровизиран концерт.
- Мулен Руж, Лудият кон, Парижката Олимпия, Фоли Бержер – известни нощни клубове

## В предградията и околностите на Париж (Île-de-France)
- Бизнес комплекс
  - Дефанс – луксозен комплекс от модерни тридесететажни сгради за бизнес и живеене с театър и търговски комплекс, западно от Париж
- Увеселителни паркове
  - Дисниленд Париж – източно от Париж, в предградието Марн-ла-Вале
  - Парк Астерикс, северно от Париж
- Паметници
  - Голямата арка на Дефанс
  - Версайският дворец – бивш кралски дворец, в град Версай, на югоизток от Париж. Най-голямата туристическа атракция на Франция.
  - Базиликата Сен Дени – готическа катедрала от XII – XIII век, гробно място на много френски монарси, разположена северно от Париж в едноименното градче.
  - Ренси – град в околностите, където се намира църквата „Нотър Дам“ (1923), дело на Огюст Пере и прочута с бетоновата си конструкция.

## Побратимени и приятелски градове

### Изключително побратимяване с Рим
От 1956 Париж е побратимен единствено с  Рим, както и Рим е побратимен единствено с Париж – „Само Париж е достоен за Рим, само Рим е достоен за Париж“ гласи част от текста на споразумението (на френски: Seule Paris est digne de Rome; seule Rome est digne de Paris; на италиански: Solo Parigi è degna di Roma; solo Roma è degna di Parigi).

### Приятелство и сътрудничество
С множество други градове има сключен Договор за приятелство и сътрудничество:
| Година |                 |                |              |                |               |                 |
| ------ | --------------- | -------------- | ------------ | -------------- | ------------- | --------------- |
| 1958   | Киото           |                |              |                |               |                 |
| 1982   | Токио           |                |              |                |               |                 |
| 1985   | Кайро           |                |              |                |               |                 |
| 1987   | Аман            | Сана           | Берлин       |                |               |                 |
| 1991   | Сеул            |                |              |                |               |                 |
| 1992   | Москва          | Бейрут         |              |                |               |                 |
| 1995   | Джакарта        |                |              |                |               |                 |
| 1996   | Чикаго          | Сан Франциско  |              |                |               |                 |
| 1997   | Сантяго де Чиле | Рияд           | Пекин        | Прага          | Тбилиси       | Санкт Петербург |
| 1998   | Лисабон         | София          | Сидни        | Ереван         |               |                 |
| 1999   | Мексико Сити    | Варшава        | Буенос Айрес |                |               |                 |
| 2000   | Вашингтон       | Мадрид         | Атина        |                |               |                 |
| 2001   | Лондон          | Порту Алегри   |              |                |               |                 |
| 2002   | Женева          |                |              |                |               |                 |
| 2003   | Алжир           | Квебек         |              |                |               |                 |
| 2004   | Сао Пауло       | Рабат          | Казабланка   | Тунис          |               |                 |
| 2005   | Копенхаген      |                |              |                |               |                 |
| 2006   | Монреал         |                |              |                |               |                 |
| 2007   | Пном Пен        |                |              |                |               |                 |
| 2009   | Истанбул        | Йерихон        | Квебек       | Рио де Жанейро | Сан Франциско |                 |
| 2010   | Доха            | Тел Авив       |              |                |               |                 |
| 2011   | Рамала          | Рио де Жанейро | Ереван       | Сао Пауло      | Дакар         |                 |
| 2013   | Амстердам       | Монтевидео     |              |                |               |                 |
| 2014   | град Мексико    | Сеул           | Рим          | Киншаса        |               |                 |

## Други
На Париж е наречена улица в Центъра на София (Карта).